# Aviatorilor

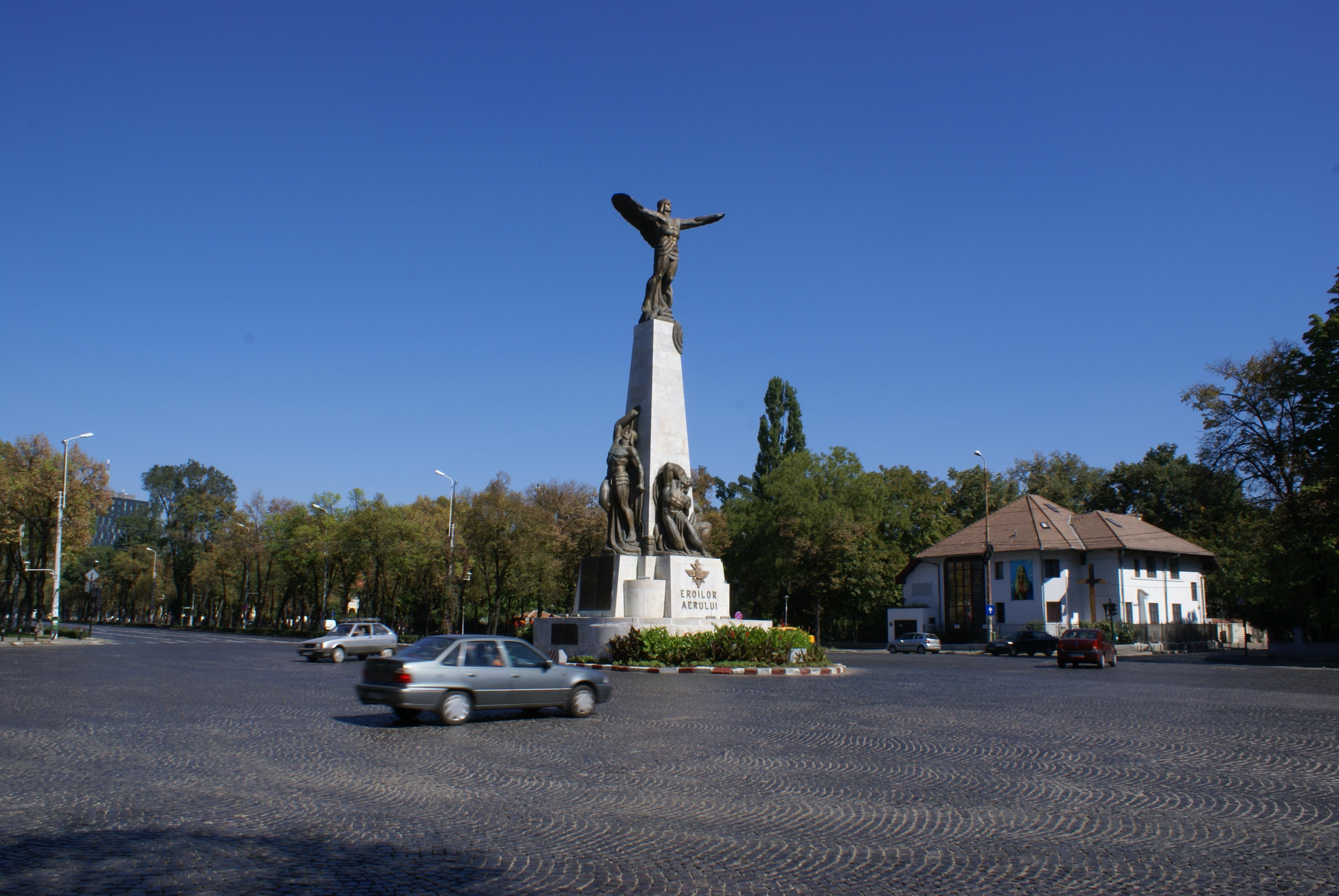
Die den Helden der Luftfahrt gewidmete Statue

Aviatorilor ist ein Stadtviertel im Sektor 1 der rumänischen Hauptstadt Bukarest.

## Geografie
Aviatorilor liegt im Südosten des Sektors 1 etwa in der Mitte der Stadt Bukarest. Im Norden grenzt es an den Park Herăstrău am Boulevard Constantin Prezan, im Süden an das Viertel Victoriei, im Osten an die Viertel Dorobanți und Primăverii und im Westen an das Viertel Grivița am Boulevard Ioan Mihalache. Im Norden fließt der Fluss Colentina.